# Réz(II)-hidroxid
A réz(II)-hidroxid (képlete Cu(OH)2) egy kékeszöld színű por, vízben oldhatatlan. A hétköznapokban akkor találkozhatunk vele, ha réz vagy valamilyen rézötvözet hosszasan érintkezik a szabad levegővel, ekkor a felületén réz(II)-hidroxid és réz(II)-karbonát, vagyis patina keletkezik, ami a réztartalmon kívül a levegő szén-dioxid, oxigén és páratartalmának köszönhető.
2Cu + H2O + CO2 + O2 → Cu(OH)2 + CuCO3

## Előállítása
Réz(II)sók oldatából készíthető alkálilúgok hozzáadásával. Például nátrium-hidroxid és réz-szulfát reakciójával:
2NaOH + CuSO4 → Cu(OH)2 + Na2SO4
Valamint előállítható a víz elektrolízisével is, pl.: a nátrium-hidrogén-karbonát (szódabikarbóna) oldatából, ahol a réz-anódnál válik ki, szén-dioxid felszabadulása mellett.
2NaHCO3 + 4H2O + Cu → H2 + 2NaOH + Cu(OH)2 + 2H2O + 2 CO2

## Kémiai tulajdonságok
A réz(II)-hidroxid hő hatására (kb. 185 °C-on) réz(II)-oxiddá alakul.
Cu(OH)2 → CuO + H2O

## Felhasználása
A mezőgazdaságban gombaölőszerként, a kerámiaiparban pedig színezőanyagként hasznosítják.

## Élettani hatás
Mint minden réz(I)-vagy (II)-ion, a réz(II)-hidroxid is mérgező hatású, valamint szemet, bőrt és a légutakat is irritálhatja. Használata során gumikesztyű és védőszemüveg használata javasolt. Szembe kerülés esetén azonnal, bő vízzel ki kell mosni és orvoshoz kell fordulni.

## Fordítás
Ez a szócikk részben vagy egészben  a   Copper(II) hydroxide című angol Wikipédia-szócikk ezen változatának fordításán alapul.  Az eredeti cikk szerkesztőit annak laptörténete sorolja fel. Ez a jelzés csupán a megfogalmazás eredetét és a szerzői jogokat jelzi, nem szolgál a cikkben szereplő információk forrásmegjelöléseként.